# Барбат на Рабу
Барбат на Рабу је насељено место у саставу града Раба у Приморско-горанској жупанији, Република Хрватска.

## Историја
До територијалне реорганизације у Хрватској налазио се у саставу старе општине Раб.

## Становништво
На попису становништва 2011. године, Барбат на Рабу је имао 1.242 становника.

## Попис1991.
На попису становништва 1991. године, насељено место Барбат на Рабу је имало 1.055 становника, следећег националног састава:
| Попис 1991.‍   | Попис 1991.‍  | Попис 1991.‍ | Попис 1991.‍ | Попис 1991.‍ |
| ------------- | ------------ | ----------- | ----------- | ----------- |
|               |              |             |             |             |
| Хрвати        | Хрвати       |             | 1.006       | 95,35%      |
| Срби          | Срби         |             | 11          | 1,04%       |
| Југословени   | Југословени  |             | 7           | 0,66%       |
| Муслимани     | Муслимани    |             | 5           | 0,47%       |
| Немци         | Немци        |             | 5           | 0,47%       |
| Словенци      | Словенци     |             | 4           | 0,37%       |
| Италијани     | Италијани    |             | 2           | 0,18%       |
| Аустријанци   | Аустријанци  |             | 1           | 0,09%       |
| Црногорци     | Црногорци    |             | 1           | 0,09%       |
| остали        | остали       |             | 1           | 0,09%       |
| неопредељени  | неопредељени |             | 6           | 0,56%       |
| регион. опр.  | регион. опр. |             | 1           | 0,09%       |
| непознато     | непознато    |             | 5           | 0,47%       |
| укупно: 1.055 |              |             |             |             |